# Lison-Pramaggiore Spumante
Il Lison-Pramaggiore Spumante è uno dei vini cui è riservata la DOC Lison-Pramaggiore.